# Софроније II Јерусалимски
Софроније II Јерусалимски  је био патријарх Јерусалима и све Палестине у периоду од 1040 до 1059.
године.
Према модерној званичној хронологији, он би био патријарх између 1040. и 1059. године, а претходио би му Јоаникије. 
Године 1053. документован је благослов у његово име манастира који је подигао француски ходочасник добротвор који му је дао завет да ће га изградити.Такође је 1059. године био сведок успеха Турака против Арапа, од којих су преотели Јерусалим истребљујући његове становнике, са изузетком хришћанске заједнице која му се добровољно потчинила.
Међутим, према Гиловој хронологији, његова патријаршија би се догодила између 1059. и 1070. године, након мандата Мине 1058. године.